# Ługi (powiat słupecki)
Ługi – wieś w Polsce, w województwie wielkopolskim, w powiecie słupeckim, w gminie Powidz.
Do 2023 miejscowość była częścią wsi Powidz.
W latach 1975–1998 Ługi administracyjnie należały do województwa konińskiego.